# Virgen de la Civita
Santa María de la Civita, o también conocida como Madonna della Civita, es la una advocación mariana representante del municipio de Civita (en Itri, región de Lazio, Italia). Es conocida por el hallazgo del icono por un pastor sordomudo, al cual según la tradición le dio la capacidad de volver a hablar y escuchar.

## Historia
La historia cuenta sobre el cuadro de una virgen y un niño, supuestamente pintada por San Lucas, que luego apareció en las costas italianas de Bizancio, después de que fuera encerrada con dos monjes basilianos, durante la persecución propiciada por León III, emperador de Constantinopla durante el siglo VIII DC, diciendo a los monjes que la tomaban como imagen milagrosa, "Si es realmente tan milagroso, te salvará". Estos monjes lograron salir de la caja cuando 54 días después llegaron a la costa, logrando refrescarse y dándole gracias a la virgen que los había acompañado todo ese tiempo. 
Esta reapareció frente a un pastor sordomudo al que se le aparece mientras buscaba una vaca descarrilada en las montañas Aurunci, justo cuando este la encontró logró volver a escuchar y a hablar. Después de esto, el pastor fue corriendo hacia el pueblo a mostrar lo que la imagen de la virgen había hecho por él. La imagen fue confiada a los monjes benedictos.

## Iglesia de la Virgen de la Civita
El Santuario de la Madonna della Civita, ubicado en la localidad de Itri, posee una rica historia documentada que se remonta al año 1147, fecha del registro más antiguo conocido sobre esta iglesia. Sin embargo, no fue sino hasta 1491 que el monseñor Patrizio erigió formalmente un templo bajo la advocación de la Virgen de la Civita, estableciendo así un lugar sagrado de veneración mariana. Posteriormente, el monseñor Pérgamo instituyó el 21 de julio como día de celebración litúrgica en honor a esta advocación, consolidando su presencia en el calendario religioso. El icono de la Virgen fue objeto de una solemne coronación canónica en 1777, acto que confirmó su relevancia espiritual y eclesial. 

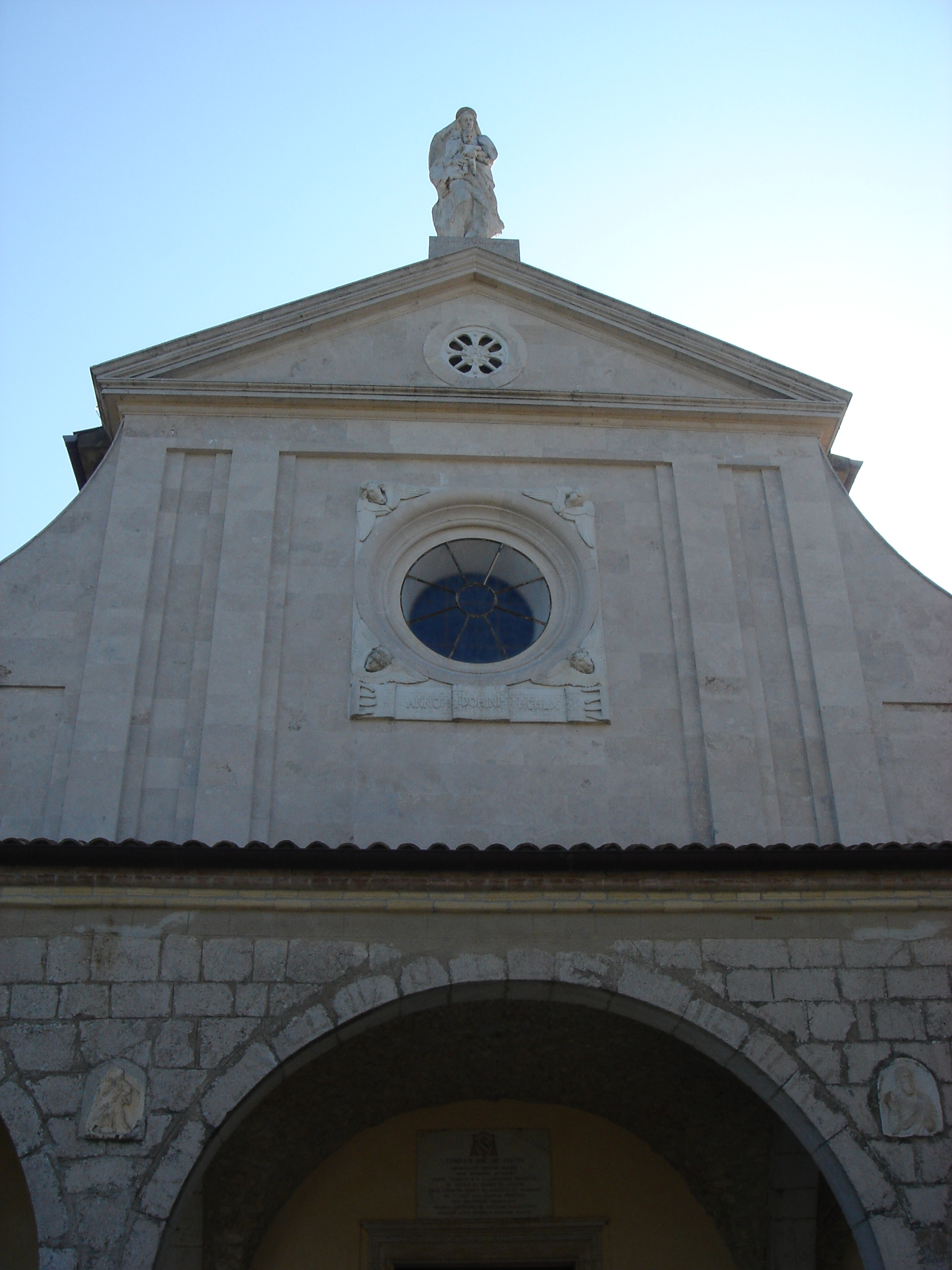
Imagen de la Virgen de la Civita coronando la entrada de la basílica en Itri.

La importancia del santuario se vio reforzada el 10 de febrero de 1849, cuando fue visitado por el Papa Pío IX, quien llegó acompañado del rey Fernando II de Nápoles. Durante su peregrinación, el Pontífice otorgó una segunda coronación al icono mariano, describiéndola como “una gracia no lo suficientemente justificada y no ordinaria”, lo que subraya su carácter excepcional. Ante el notable crecimiento en el número de peregrinos, se hizo necesario ampliar las instalaciones del templo, conservando en su fachada elementos del estilo románico del siglo XV, especialmente visibles en la entrada.
El acceso al santuario transcurre por una carretera provincial que atraviesa bosques de encinas, ascendiendo hacia la cima del monte donde se ubica el templo. El entorno, adornado por amplios prados floridos, ha sido tradicionalmente un espacio para el descanso espiritual de los fieles tras la participación en actos religiosos. La adecuada conservación del lugar, libre de comercios y vendedores ambulantes, es fruto del compromiso constante de los sacerdotes y autoridades locales, quienes han preservado su atmósfera de recogimiento y silencio. Es especialmente concurrido durante los meses de verano y en festividades litúrgicas significativas.
En el interior del santuario, destaca el altar principal, una obra artística realizada por Filippo Pecorella, que presenta mármoles e incrustaciones pertenecientes a la escuela napolitana, reflejo del refinado arte sacro de la región. Entre los relatos de tradición popular asociados al templo, se conserva la memoria de un milagro atribuido al icono de la Virgen: durante una epidemia de peste que afectó a la población de Itri, la imagen fue sacada en procesión mientras los fieles rogaban por el fin de la enfermedad; según el testimonio, una nube se alzó del suelo y se dispersó en el aire, cesando poco después la epidemia. Esta misma imagen fue objeto de restauración en el año 1815, tras haber sido afectada por la caída de un rayo.
La devoción al santuario ha continuado viva a lo largo de los siglos. En 1989, el Papa san Juan Pablo II incluyó esta iglesia en su itinerario pastoral, deteniéndose antes a visitar a los enfermos del Santuario de la Civita, lo cual dejó una huella imborrable en la comunidad local. Este conjunto de hechos testimonia no solo la importancia espiritual del lugar, sino también su relevancia cultural, histórica y social dentro de la tradición religiosa italiana.